# 레기아 바르샤바
레기아 바르샤바(Legia Warszawa)는 바르샤바를 연고로 하는 폴란드의 축구 클럽이다. 현재는 엑스트라클라사에 참가하고 있다.
제1차 세계 대전 중이던 1916년 3월 마니에비체 인근에 주둔하고 있던 군인들이 "드루지나 레기요노바"(drużyna Legjonowa, 폴란드어로 "지역 팀"이라는 뜻)라는 이름으로 창단 했으며 1920년 3월 14일에 클럽 이름을 "WKS 바르샤바"(Wojskowy Klub Sportowy Warszawa, 폴란드어로 "바르샤바 군사 스포츠 클럽"이라는 뜻)로 변경했다. 1949년부터 1957년까지는 "CWKS 바르샤바"(Centralny Wojskowy Klub Sportowy Warszawa, 폴란드어로 "중앙 육군 스포츠 클럽"이라는 뜻)라는 클럽 이름을 사용했다.
레기아 바르샤바는 폴란드에서 가장 성공한 축구 클럽 가운데 하나로 평가받고 있으며 리그 우승 8회 컵 대회 우승 13회의 기록을 갖고 있다.
1997년 3월 대우그룹이 인수하여 2001년까지 레기아 대우 바르샤바(Legia-Daewoo Warszawa)라는 명칭으로 운영 되었다.

## 성적

### 폴란드 국내 대회
- 엑스트라클라사: 우승 15회 (1955, 1956, 1969, 1970, 1994, 1995, 2002, 2006, 2013, 2014, 2016, 2017, 2018, 2020, 2021), 준우승 12회 (1960, 1968, 1971, 1985, 1986, 1993*, 1996, 1997, 2004, 2008, 2009, 2015), 3위 12회 (1928, 1930, 1931, 1961, 1972, 1988, 1999, 2001, 2005, 2007, 2011, 2012)
- 폴란드 컵: 우승 20회 (1955, 1956, 1964, 1966, 1973, 1980, 1981, 1989, 1990, 1994, 1995, 1997, 2008, 2011, 2012, 2013, 2015, 2016, 2018, 2023)
- 폴란드 슈퍼컵: 우승 4회 (1989, 1994, 1997, 2008), 준우승 3회 (1990, 1995, 2006)
- 폴란드 리그컵: 우승 1회 (2002), 준우승 2회 (2000, 2008)

### 유럽 대회
- UEFA 챔피언스리그: 4강 진출 1회 (1970), 8강 진출 2회 (1971, 1996)
- UEFA 컵 위너스컵: 4강 진출 1회 (1991), 8강 진출 2회 (1965, 1982)

### 역대

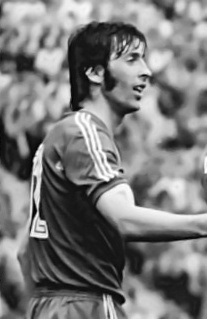
카지미에시 데이나

## 홈 구장

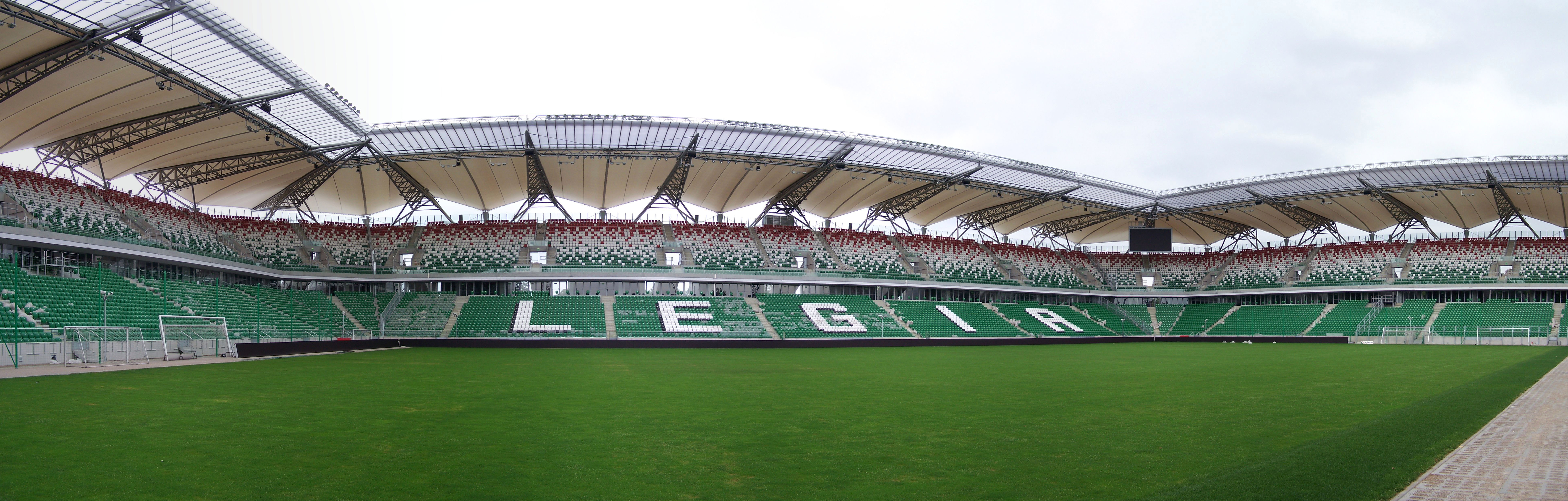
폴란드 군인 경기장

## 선수단

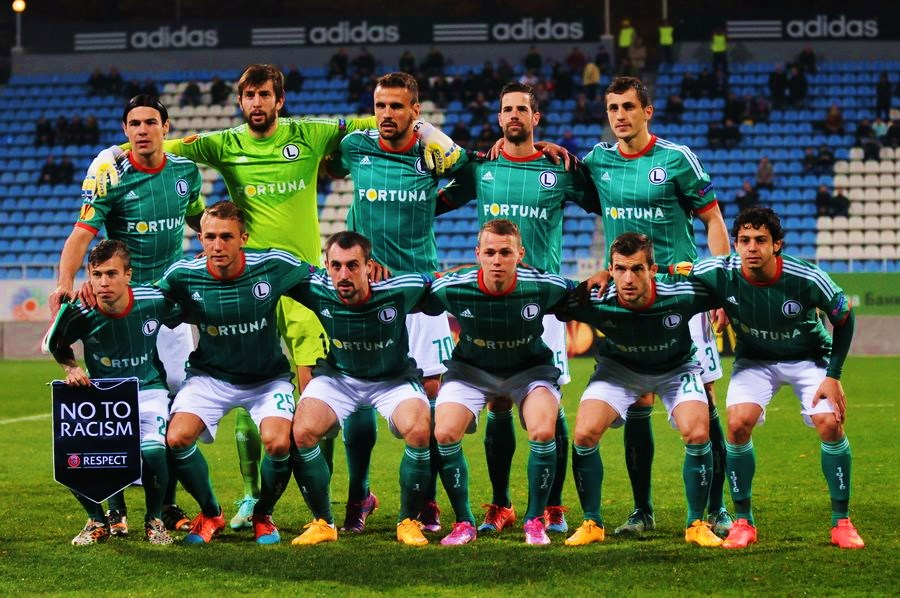
레기아 바르샤바 2014/15

### 현재 소속 선수
2025년 2월 20일 기준
- 현재 소속 선수

참고: FIFA 자격 규정에 따라 소속된 국가대표팀 국기를 표시합니다. 선수는 복수의 FIFA 비회원국 국적을 가지고 있을 수 있습니다.
| 번호 | 포지션 | 국적 | 이름          |
| ---- | ------ | ---- | ------------- |
| 25   | DF     |      | 모리시타 료야 |

| 번호 | 포지션 | 국적                  | 이름              |
| ---- | ------ | --------------------- | ----------------- |
| 77   | GK     | 보스니아 헤르체고비나 | 블라단 코바체비치 |
| 82   | MF     |                       | 루퀴냐스          |

## 역대 감독
| 감독                    | 임기        |
| ----------------------- | ----------- |
| 스체판 보베크           | 1959        |
| 스체판 보베크           | 1963        |
| 스타니슬라프 체르체소프 | 2015 ~ 2016 |
| 코스타 룬야이크         |             |
| 곤살로 페이우           |             |